# Pyromantie
Als Pyromantie (griech. Wahrsagekunst aus dem Feuer), auch Pyromantik, bezeichnet man die angebliche Kunst, aus Feuer und seinen Erscheinungen die Wahrheit beziehungsweise die Zukunft voraussagen zu können. Sie ist verwandt mit der bei vielen indianischen und schamanistisch geprägten sibirischen Völkern angewandten Mantik, die aus der Beobachtung von Erscheinungen in und über Feuer besteht.
Die Griechen schrieben die Erfindung der Pyromantie Amphiaraos zu. In der Antike war diese Wahrsagekunst in Tempeln gebräuchlich, insbesondere in Apollonia in der Region Epirus an dort befindlichen, durch natürliche Kohlenwasserstoffgase gefütterten „heiligen Feuern“.
Auch bei den Römern soll die Pyromantie in Gebrauch gewesen sein. Ciceros Gattin soll ihm durch das Lesen eines Opferfeuers vorausgesagt haben, im folgenden Jahr Konsul zu werden. Tanaquil, die Frau des Tarquinius Priscus, prophezeite ihm, dass er König der Römer werden würde.
Auch eine Reihe von Stämmen der nordamerikanischen Abenaki und Algonquin weissagten aus dem Feuer.

## Anwendung
Die Pyromantie wurde durch unterschiedliche Art und Weise ausgeübt. Beispielsweise wird eine Handvoll Salz oder Ähnliches ins Feuer geworfen. Der Seher schaut ca. eine Viertelstunde in die Flammen, um daraus anhand der Flammenbildung und Form des Feuers die Zukunft zu deuten.
Es gibt zwei weitere mantische Künste, die sich ebenfalls als pyromantisch definieren lassen, die Kapnomantie, wobei die Deutung auf dem Rauch beruht, den ein Feuer von sich gibt, und die Tephromantie, wobei die Asche eines Feuers gedeutet wird, das zu Opferzwecken entfacht wurde.